# Taj Mahal
De Taj Mahal (Perzisch: تاج محل ('paleis van de kroon'), Urdu: تاج محل, Hindi: ताज महल, tāj mahal) is een imposant, wit marmeren mausoleum in Agra (Uttar Pradesh). Shah Jahan, de vijfde heerser van het Mogolrijk, liet het grafmonument tussen 1632 en 1653 bouwen als laatste rustplaats voor zijn geliefde echtgenote Mumtaz Mahal, die in 1631 in het kraambed was overleden. Na de dood van Shah Jahan werden ook diens resten bijgezet in de graftombe.
De Mogoldynastie had de gewoonte om voor haar leden grafmonumenten in symmetrisch aangelegde tuinen te bouwen. Tuinen staan in de islamitische traditie symbool voor het paradijs en de Mogols poogden voor hun overledenen een hemelse woonplaats op aarde te scheppen. De grootschaligheid en esthetische verfijning van deze bouwwerken diende tevens de luister van hun heerschappij te onderstrepen. Een eerste hoogtepunt in deze traditie was Humayuns tombe in Delhi, in de jaren 1560 gebouwd door Akbar.
De Taj Mahal staat niet zoals gebruikelijk in het midden van de tuin, maar op een verhoogd platform aan de oever van de rivier de Yamuna in Agra en domineert zo de wijde omgeving. Vier vrijstaande minaretten bezetten de hoeken van het platform en geven het bouwwerk een driedimensionale referentie. De Taj Mahal wordt geflankeerd door twee identieke – in contrasterend rood zandsteen opgetrokken – gebouwen, de moskee en het gastenverblijf. Tussen het mausoleum en de hoofdpoort van het complex ligt de tuin, die door kanalen in vier gelijke perken verdeeld is volgens het Perzische chahar bagh-patroon.
Het mausoleum wordt geroemd om de volmaakt uitgevoerde symmetrie, de verfijnde decoraties in de vorm van kalligrafieën uit de Koran, de marmeren reliëfs en het ingelegde steenwerk en niet op de laatste plaats vanwege het subtiele lichtspel, dat het gebouw steeds een ander aanzien geeft.
Shah Jahan slaagde in zijn ambitie om een monument voor eeuwen neer te zetten. De Taj Mahal is een van de meest herkenbare gebouwen ter wereld en een symbool van India. In 2007 werd de Taj Mahal verkozen tot een van de zeven nieuwe wereldwonderen. Het gebouw wordt jaarlijks door miljoenen bezoekers bezocht. Voor velen van hen is het mausoleum vooral een romantische ode aan de liefde.

## De Mogols
Het Mogolrijk op het Indisch subcontinent werd gesticht door Babur, een militaire avonturier uit Centraal-Azië die afstamde van Timoer Lenk en Dzjengis Khan. Babur versloeg in de slag bij Panipat (1526) de sultan van Delhi en vestigde zijn gezag over Hindoestan. Behalve een succesvol veroveraar was Babur ook een openhartig dagboekschrijver en enthousiast tuinarchitect. In zijn memoires, de Baburnama, beschreef Babur zijn architecturale ambities, maar hij regeerde te kort om deze te realiseren. Hij gaf zijn opvolgers wel de opdracht mee om trouw te blijven aan de Timoeridische principes van harmonie en symmetrie.
De bloeiperiode van het Mogolrijk begon tijdens de langdurige regering van Baburs kleinzoon Akbar (r. 1556-1605). Deze breidde het rijk aan alle kanten uit en organiseerde een effectieve administratie. Akbar voerde een tolerant religieus beleid ten opzichte van niet-moslims en bond de hindoeïstische Rajputvorsten aan de islamitische Mogoldynastie door een doordachte huwelijkspolitiek.
De Mogolheersers voerden een extravagante hofhouding, met veel aandacht voor het bevorderen van de kunst. De miniatuurschilderkunst en literatuur bereikten onder hun heerschappij een hoog niveau. In de bouwkunst ontwikkelde zich een geheel eigen Mogolstijl, waarin Centraal-Aziatische, Perzische en Indiase stijlelementen en bouwtradities werden gecombineerd. De Mogols hadden in Hindoestan veel meer bekwame ambachtslieden en hoogwaardige bouwmaterialen tot hun beschikking dan hun voorgangers in Centraal-Azië en overtroffen deze dan ook ruimschoots in de schaalgrootte van hun bouwprojecten. Vooral Akbar was een megalomaan bouwer: hij liet in het dorpje Sikri een compleet nieuwe hoofdstad neerzetten. Door gebrek aan drinkwater werd de stad echter in 1585, enkele jaren na de voltooiing, alweer afgedankt als residentie.
Met de bouw van de tombe voor zijn vader Humayun in Delhi zette Akbar de toon voor de grafmonumenten van de Mogoldynastie. In dit bouwwerk kwamen de kenmerkende elementen van de Mogolmausolea voor het eerst samen: de monumentale grootte van de tombe, de plaatsing van het mausoleum in een vierkante, ommuurde tuin, de opmerkelijke symmetrie van gebouw en tuin en het gebruik van rood zandsteen en wit marmer als bouwmateriaal. Geen van deze elementen was nieuw in de architectonische tradities van India en Centraal-Azië, maar de combinatie ervan in één complex was een innovatie van de Mogols. Alle latere grafmonumenten, ook de Taj Mahal, weerspiegelden het voorbeeld van deze tombe.
Een gedurfd aspect van Humayuns tombe was de grote koepel. In de islamitische architectuur staat een koepel symbool voor de hemel en is deze een gebruikelijk element in de vormgeving van moskeeën. Bij de wens om voor de overledene een aards paradijs te creëren is een koepel boven het graf een voor de hand liggend idee. Echter, de islamitische traditie (zie Hadith) schrijft voor dat graven zich in de open lucht dienen te bevinden. Bij latere grafmonumenten, zoals die van Akbar zelf en diens zoon Jahangir, ontbreekt de koepel om die reden en wordt de cenotaaf van de overledene op een plat dak geplaatst. De Taj Mahal gaat met zijn grote koepel weer terug naar het voorbeeld van Humayuns tombe.
Een mausoleum dat in veel opzichten model heeft gestaan voor de Taj Mahal is de nabijgelegen tombe van Itimad ud-Daulah in Agra, ook wel 'baby Taj' genoemd. Dit kleine maar elegante mausoleum werd tussen 1622 en 1628 gebouwd in opdracht van Nur Jahan, de favoriete vrouw van Jahangir (r. 1605-1627). Nur Jahan liet deze tombe bouwen voor haar in 1621 overleden ouders, Mirza Ghiyath Beg en Asmat Begum. Het gebouwtje is binnen en buiten met wit marmer bekleed, waarin kostbare halfedelstenen zijn ingelegd. Met behulp van deze gecompliceerde techniek, pietra dura genaamd, werden indrukwekkende bloemmotieven en andere vormen aangebracht. Deze vormgeving komt terug in de Taj Mahal, maar dan op veel grotere schaal.

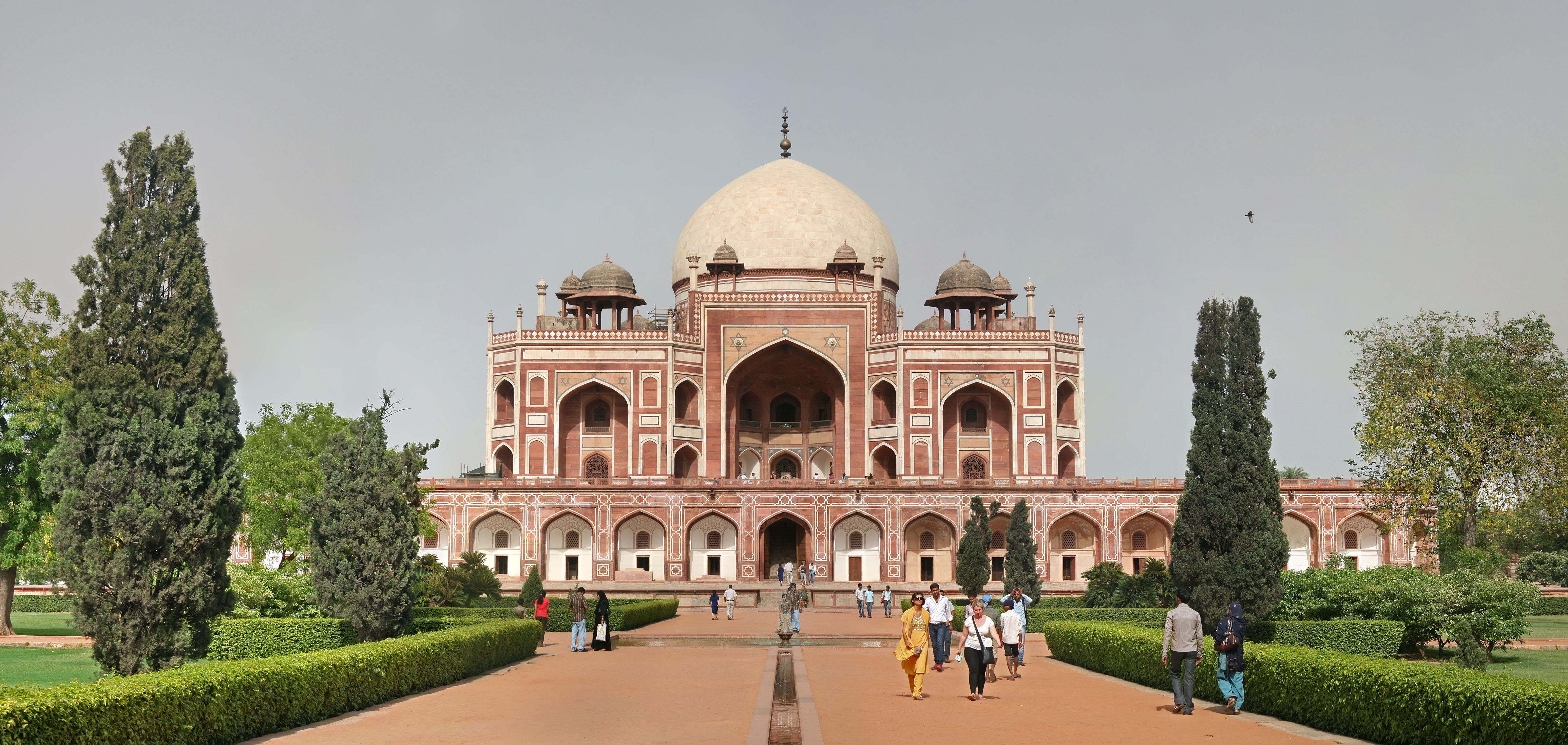
Humayuns tombe in Delhi
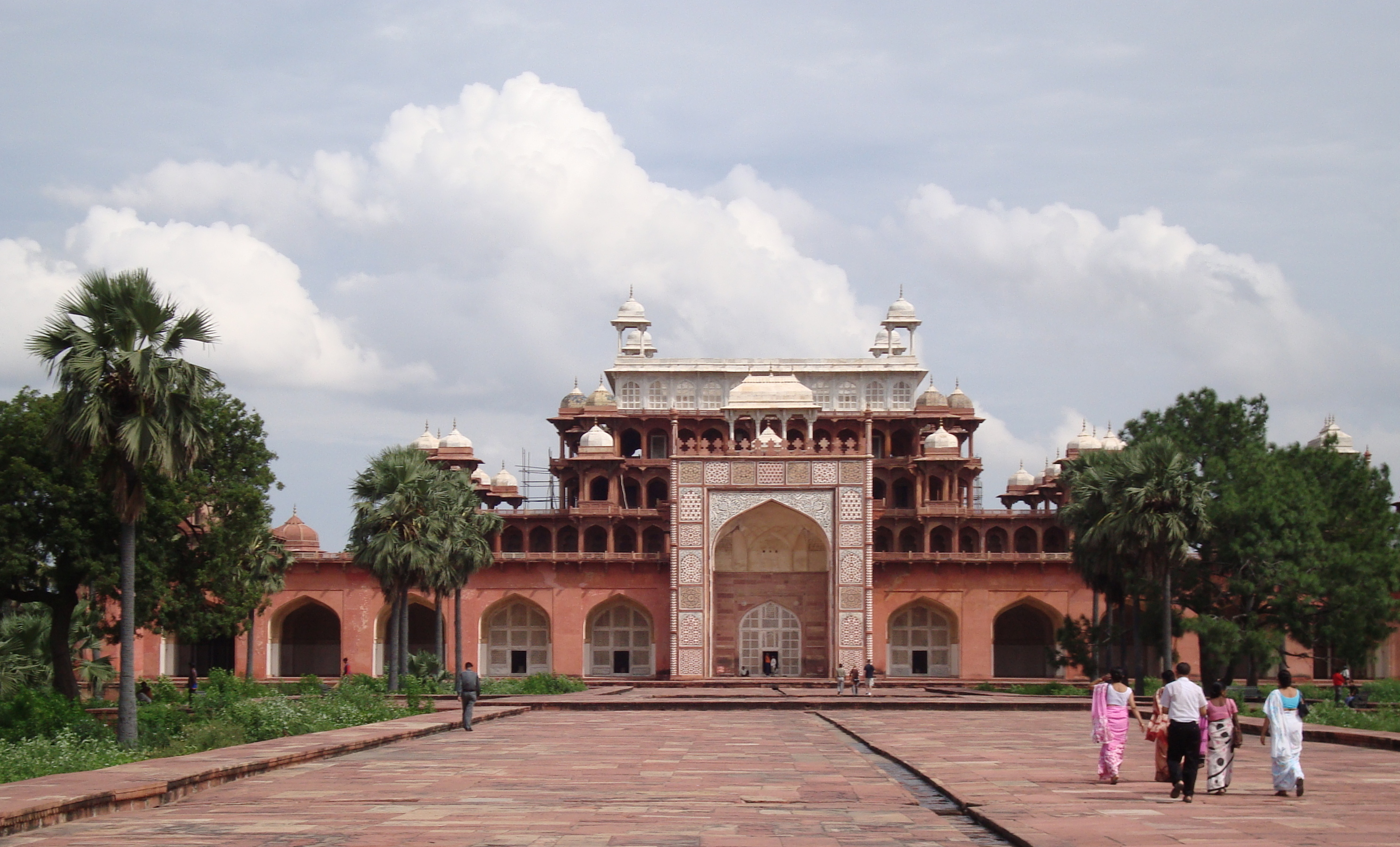
mausoleum van Akbar in Sikandra
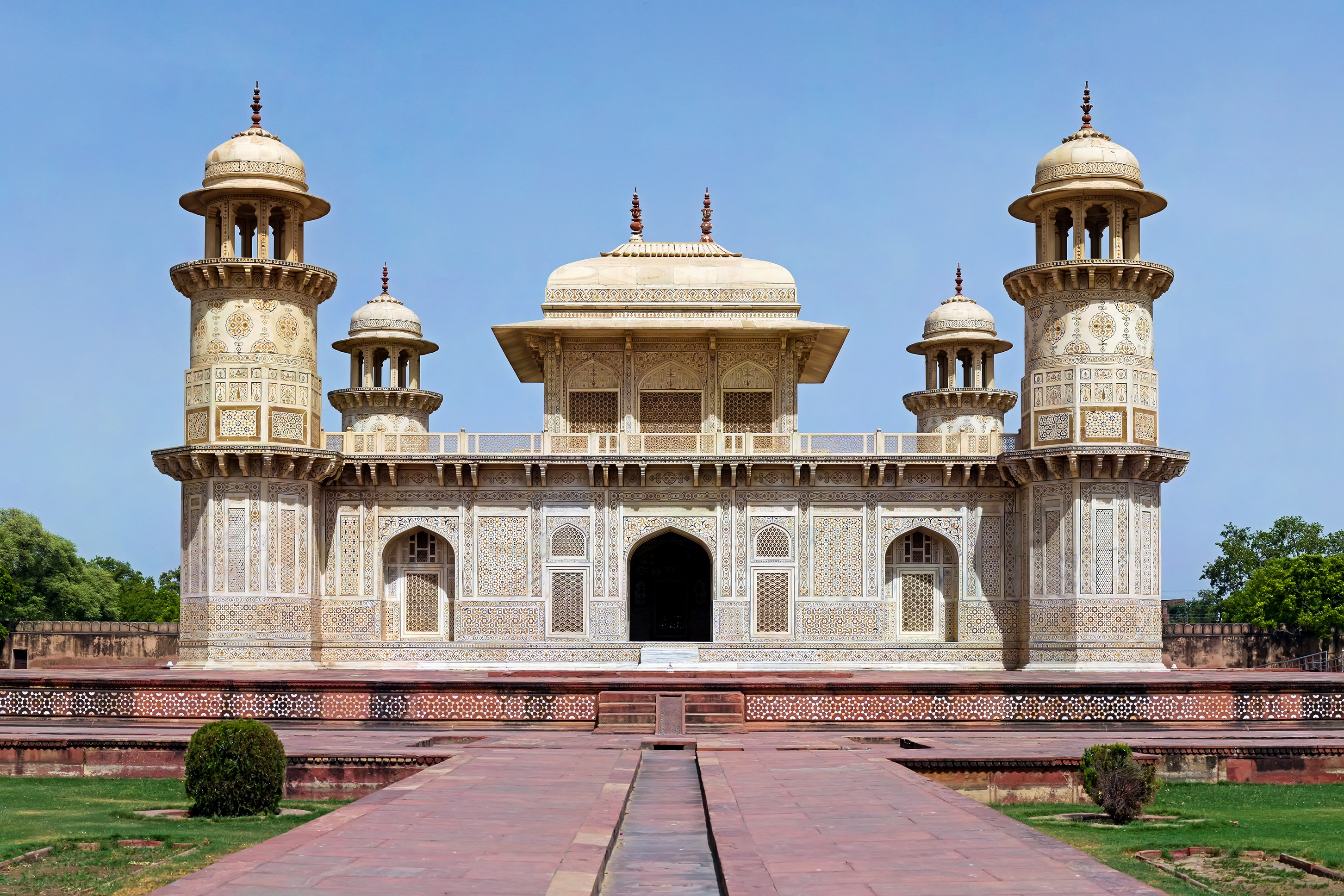
tombe van Itimad ud-Daulah in Agra
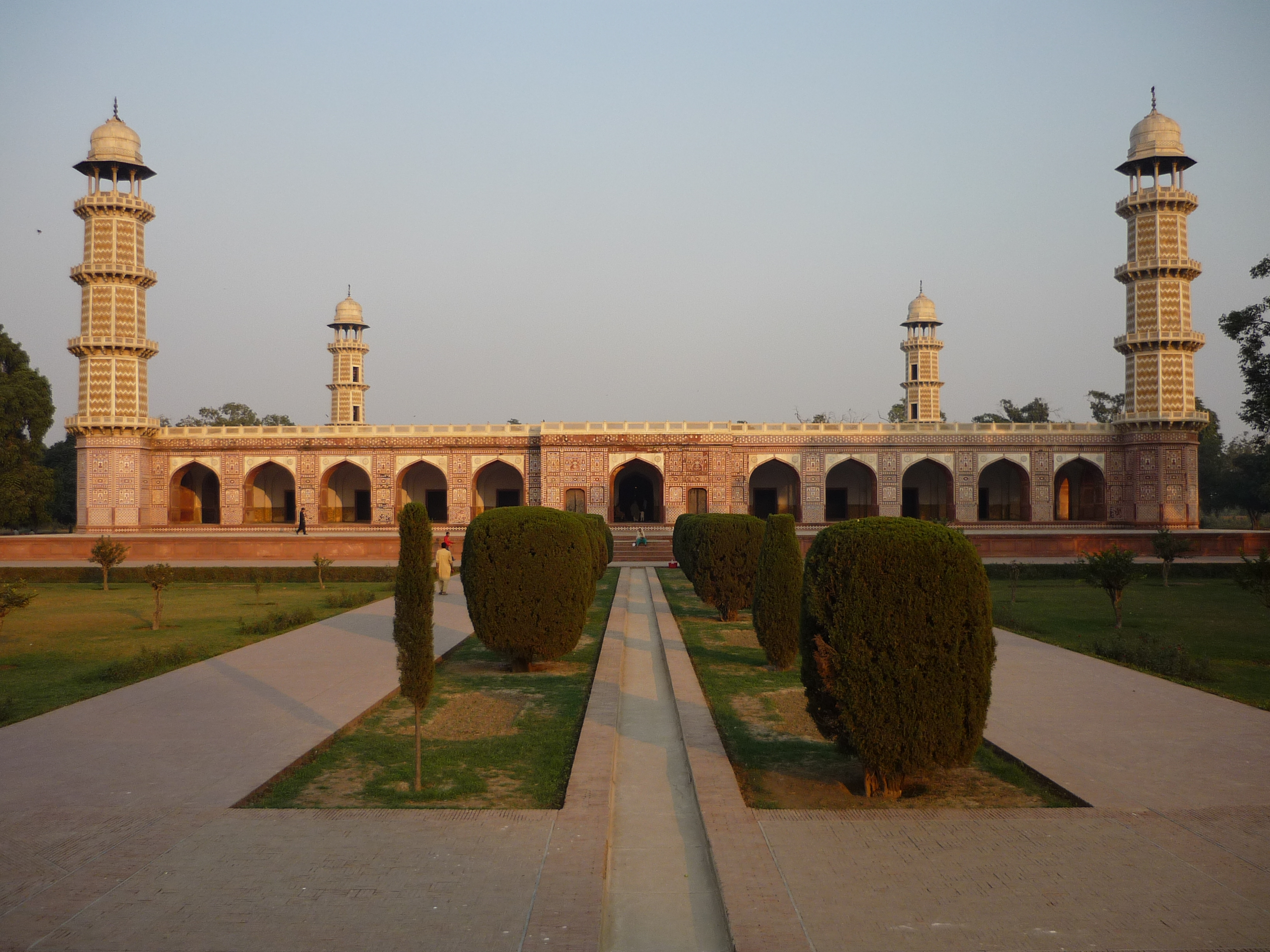
mausoleum van Jahangir in Lahore

## Shah Jahan en Mumtaz Mahal
Begin zeventiende eeuw waren de lotgevallen van de Mogolheersers nauw verbonden met een opmerkelijke familie van Perzische gelukzoekers. Mirza Ghiyath Beg, afkomstig uit een vooraanstaande familie uit Isfahan, emigreerde in 1577 naar het Mogolrijk in India. Ghiyath Beg maakte onder Akbar een snelle carrière als bestuurder. Na 1605, onder het bewind van Jahangir, groeide de immigrant als bewaker van de schatkist en vizier zelfs uit tot een van de machtigste mannen in het rijk.
Zijn dochter Mihr-al-Nisa werd in 1611 Jahangirs twintigste en laatste echtgenote. De 34-jarige bruid domineerde met behulp van haar schoonheid, intelligentie en kunstzinnigheid al snel haar aan alcohol en opium verslaafde echtgenoot. Ze kreeg de eretitel Nur Jahan ('Licht van de Wereld') en voerde in de latere jaren van Jahangir het feitelijke bewind over het Mogolrijk.
Ghiyath Beg arrangeerde nog een huwelijk tussen beide families. In 1607 verloofde prins Khurram, de derde zoon van Jahangir, zich met zijn kleindochter Arjamund Banu Begam. Arjamund was de dochter van generaal Asaf Khan, de oudere broer van Nur Jahan. Het jonge stel zou uiteindelijk in 1612 trouwen. Arjamund kreeg daarbij de eretitel Mumtaz Mahal ('Ornament van het Paleis').
In de jaren 1620 rebelleerde prins Khurram vanuit de Deccan tegen het bewind van zijn vader en Nur Jahan. Hij verdacht de laatste ervan Shahriyar, een andere zoon van Jahangir en getrouwd met een dochter van Nur Jahan uit haar eerste huwelijk, naar voren te willen schuiven als troonopvolger. Khurram moest uiteindelijk inbinden, maar na de dood van Jahangir in 1627 greep hij met behulp van zijn schoonvader Asaf Khan toch de macht. Als Shah Jahan (r. 1628-1658) besteeg hij de troon. Nur Jahan werd verbannen naar Lahore, waar ze de supervisie voerde over de bouw van Jahangirs mausoleum.
Ondertussen was het huwelijk van Shah Jahan en Mumtaz Mahal een groot succes. De hofkronieken van de Mogols beschrijven de wederzijdse liefde tussen beide echtelieden in ongewoon openhartige bewoordingen:

De wederzijdse genegenheid en harmonie tussen de twee bereikte een niveau dat nooit eerder gezien was tussen een man en vrouw uit de heersende klasse, of onder andere mensen. En dit was niet uitsluitend seksuele passie: de uitstekende kwaliteiten, aangename manieren, uiterlijke en innerlijke deugden, en de fysieke en geestelijke verenigbaarheid aan beide kanten gaven het paar een grote liefde en genegenheid, en zeer grote affiniteit en vertrouwdheid.

Mumtaz Mahal vergezelde haar echtgenoot op zijn vele veldtochten en schonk hem veertien kinderen in negentien jaar. Bij de geboorte van haar laatste kind, het meisje Gauharara, overleed ze op 17 juni 1631 in Burhanpur. Shah Jahan was ontroostbaar en stortte compleet in. Hij rouwde twee jaar lang en overwoog zelfs om de troon op te geven en als kluizenaar verder te leven. Shah Jahan hertrouwde niet meer; zijn oudste dochter Jahanara werd zijn steun en toeverlaat en vervulde voortaan de rol van eerste dame aan het hof.

## De bouw van de Taj Mahal

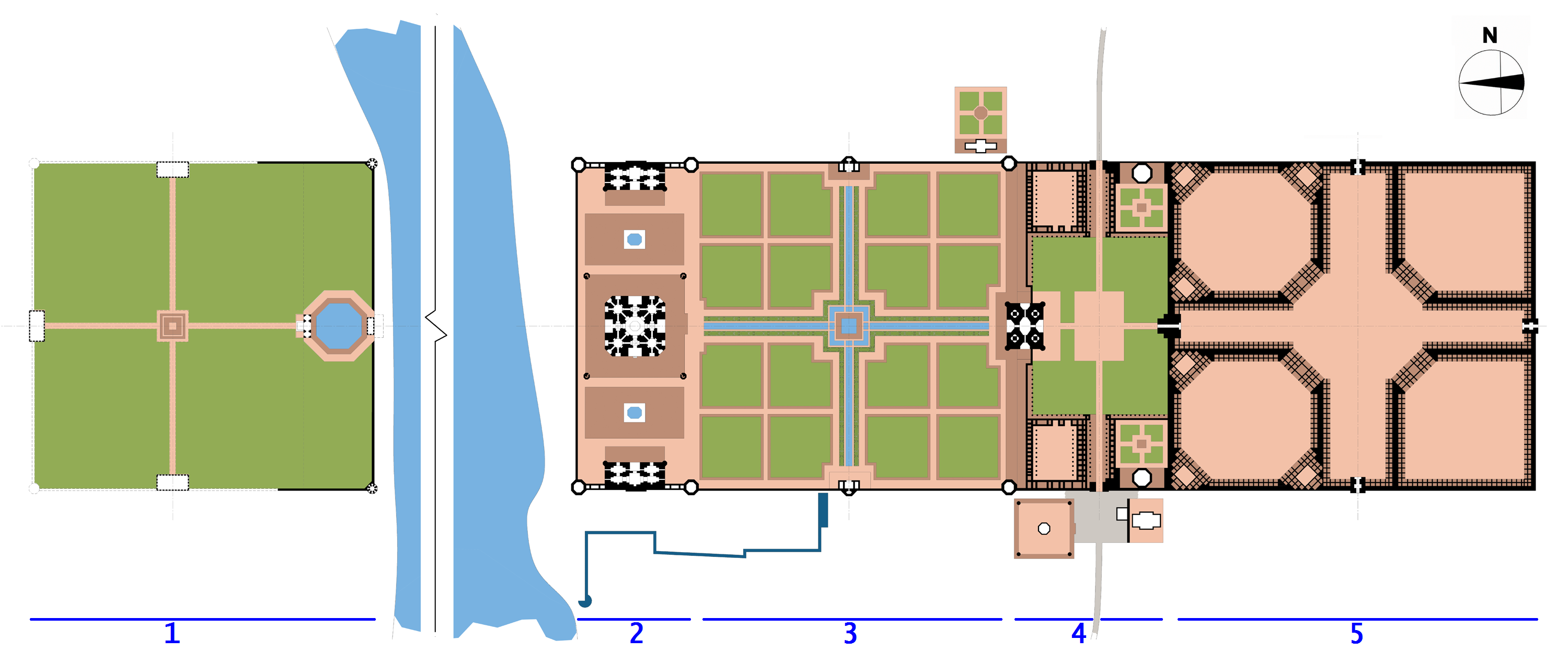
Plattegrond van het complex:
1. Mahtab Bagh ('maanlichttuin') aan de overzijde van de Yamuna.
2. Platform: mausoleum, moskee en gastenverblijf.
3. Chahar bagh (tuin).
4. Toegangspoort en bijgebouwen.
5. Taj Ganji (bazaar).

De veelvuldig aangehaalde anekdote dat Shah Jahan zijn vrouw op haar sterfbed had beloofd nooit meer te hertrouwen en voor haar een tombe zonder weerga te bouwen, is niet vastgelegd in enige historische bron uit de periode. Desalniettemin werd een half jaar na haar dood, in januari 1632, begonnen met de bouw van haar mausoleum aan de rechteroever van de Yamuna in Agra. Agra was op dat moment de hoofdstad van het Mogolrijk en met 660.000 inwoners een van de grootste steden ter wereld. De oevers van de Yamuna waren al bezaaid met tientallen paleizen en tuinen voor de elite van het Mogolrijk. Het Fort van Agra, ruim twee kilometer stroomopwaarts, was de residentie van Shah Jahan zelf.
Volgens de hofkronieken hield Shah Jahan nauwlettend toezicht op het bouwproces en leidde hij de dagelijkse bijeenkomsten van het team architecten. De kronieken geven alle lof voor het ontwerp van het complex aan de keizer en noemen geen individuele architecten bij naam. Uit andere bronnen komt echter Ustad Ahmad Lahauri (circa 1570/75-1649), die ook betrokken was bij de bouw van het Rode Fort van Delhi, naar voren als voornaamste ontwerper. Er zijn geen bouwtekeningen bewaard gebleven, maar de principes die ten grondslag lagen aan het ontwerp zijn zo consequent toegepast dat deze gemakkelijk uit de gebouwen zelf kunnen worden afgeleid.
Jean-Baptiste Tavernier, een Franse diamanthandelaar die tussen 1630 en 1668 zes handelsreizen naar India en Perzië maakte en ook Agra bezocht had, meldde dat 20.000 arbeiders twintig jaar lang aan de bouw van de Taj Mahal hadden gewerkt. De totale kosten voor de bouw van het complex waren vijf miljoen roepies. Dit komt ongeveer overeen met de jaarlijkse uitgaven voor de keizerlijke hofhouding. De reguliere onderhoudskosten werden voor een derde gedragen door dertig dorpen uit de omgeving en voor twee derde door de inkomsten van de bazaar en de karavanserais aan de zuidkant van het complex.
De bouw van het zeventien hectare grote complex startte met het aanleggen van het 300 meter brede, rood zandstenen fundament aan de oever van de Yamuna. Door het slaan van putten tot onder het grondwaterniveau, die opgevuld werden met baksteen en mortel, zorgden de bouwers voor een solide basis voor het mausoleum, de moskee en het gastenverblijf. Het platform is aan de rivierzijde negen meter hoog, waardoor de Taj Mahal de wijde omgeving domineert. Aan de tuinzijde ligt het platform een meter boven de grond. Het fundament was klaar bij de tweede herdenking van de sterfdag van Mumtaz Mahal in 1633, waarna gelijktijdig aan de verschillende gebouwen van het complex werd gewerkt. Het mausoleum zelf werd in 1643 officieel in gebruik genomen, maar het werk aan de overige gebouwen duurde in ieder geval nog tot 1647-48.
Mumtaz Mahal was in 1632 herbegraven in een hoekje van de tuinen van de Taj Mahal, maar in 1643 kreeg ze haar definitieve rustplaats in het midden van het mausoleum. Vijfentwintig jaar later werd haar echtgenoot naast haar bijgezet. Shah Jahan was in 1658 door zijn zoon Aurangzeb afgezet als heerser over het Mogolrijk en had zijn laatste jaren onder huisarrest doorgebracht in het Fort van Agra, met uitzicht op de Taj Mahal.

## Het complex

### Het mausoleum
Het mausoleum vormt het hart van het hele complex. Het grote, witmarmeren bouwwerk staat op een vierkant plateau aan de rivier. Het perfect symmetrische gebouw heeft aan vier zijden een grote iwan, een boogvormige toegangspoort, en wordt getooid door een koepel met daarop een kruisbloem. 
Het basisontwerp is een kubus met afgeschuinde hoeken die samen een ongelijke achthoek vormen. De vier zijden zijn ongeveer 55 meter lang. De vier iwans worden geflankeerd door een pishtaq (portaalgevel) met daarin twee identieke, gestapelde balkons. Dit patroon van gestapelde pishtaqs wordt herhaald in de afgeschuinde hoeken van het gebouw. Tegenover de afgeschuinde hoeken staat op elke hoek van het plateau een 41 meter hoge minaret. 
De marmeren koepel vormt het spectaculairste onderdeel van het mausoleum. De koepel is 35 meter hoog, ongeveer evenveel als de basis lang is. De hoogte van de koepel wordt benadrukt doordat deze op een zeven meter hoge cilindervormige 'trommel' staat. De top van de uivormige koepel heeft een lotusmotief als decoratie. De uivorm en het lotusmotief komen terug in de vier flankerende chhatri's (kiosken) en de vier decoratieve torentjes (guldastas) op de hoeken van de basismuren. De open chhatri's zorgen voor lichtval in het interieur van de tombe. Boven op de koepel en de chhatri's staan vergulde kruisbloemen.
De kruisbloem van de koepel was oorspronkelijk van goud, maar werd in het begin van de negentiende eeuw vervangen door een replica van verguld brons. In de kruisbloem zijn Perzische en hindoeïstische motieven zijn verwerkt. De kruisbloem heeft bovenop een halve maan, een symbool van de islam, met de punten gericht op de hemel. Door de spits in het midden van de halve maan te plaatsen wordt een drietand gecreëerd, die verwijst naar de hindoeïstische god Shiva. 
De vier minaretten dienen om de volmaakte symmetrie van het bouwwerk te benadrukken. De functie van een minaret bij een moskee is dat de muezzin daar de gelovigen oproept voor het gebed. Eén minaret volstaat voor dat doel, vier minaretten zijn een extravagantie van Shah Jahan. De minaretten zijn verdeeld in drie gelijke delen omgeven door twee balkons. Bovenaan de minaret is er nog een laatste balkon met daarop weer een chhatri in dezelfde vorm als de anderen. Deze gebedstorens zijn iets naar buiten gebogen. Dit zorgt ervoor dat ze in geval van instorting niet op de tombe vallen. De vorm creëert van afstand ook een optische illusie dat ze loodrecht zijn en daarmee wederom de symmetrie benadrukken. 

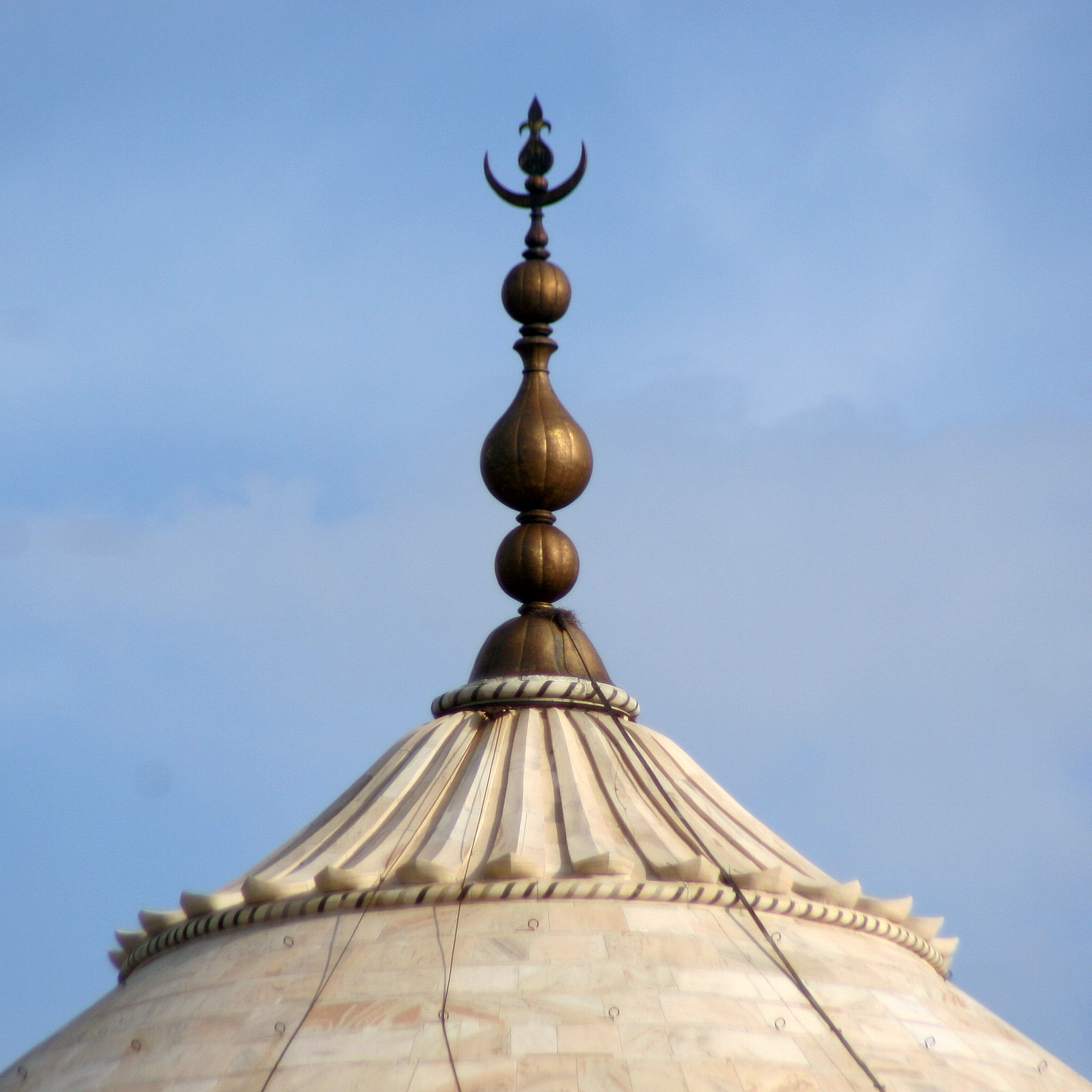
Kruisbloem
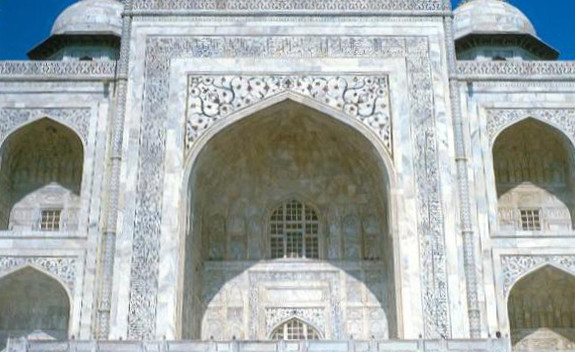
Iwan en flankerende pishtaqs
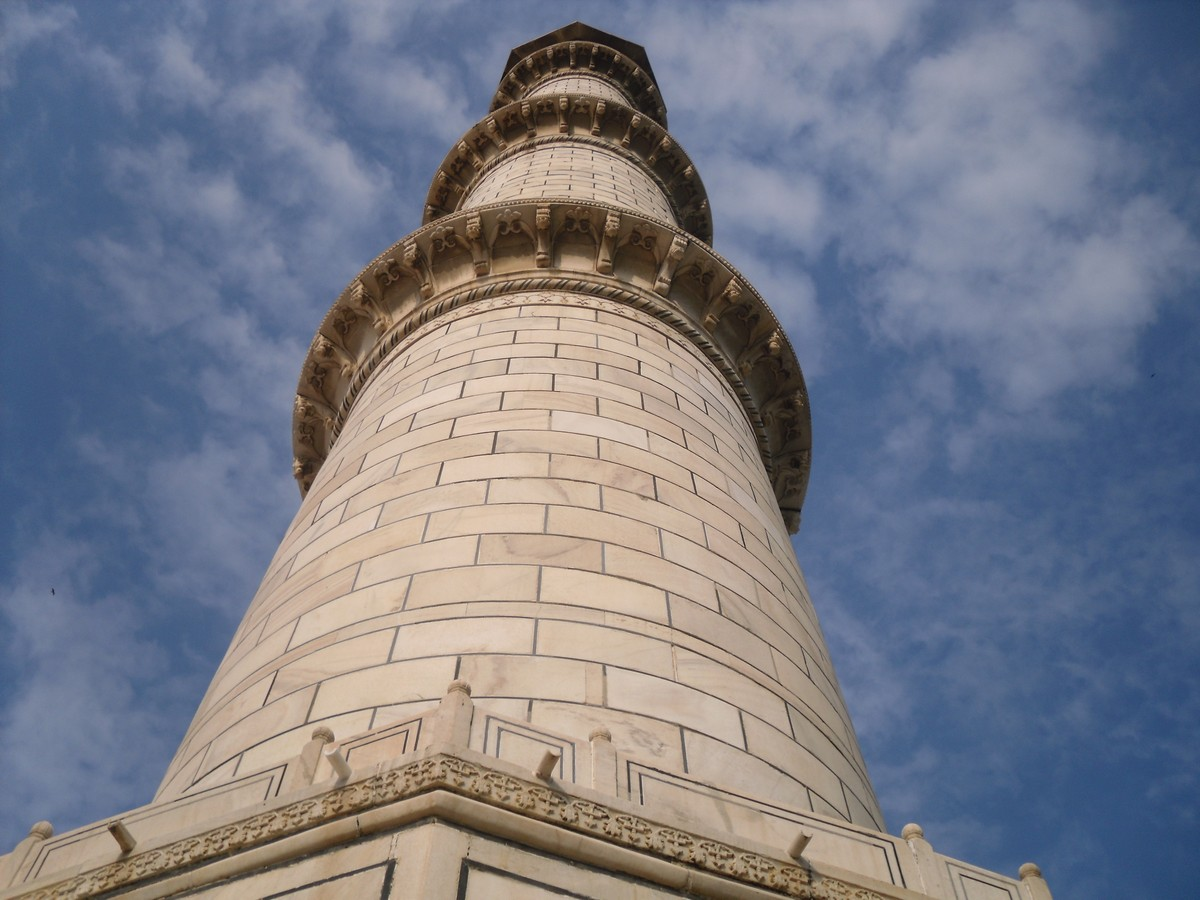
Minaret

#### Buitendecoratie

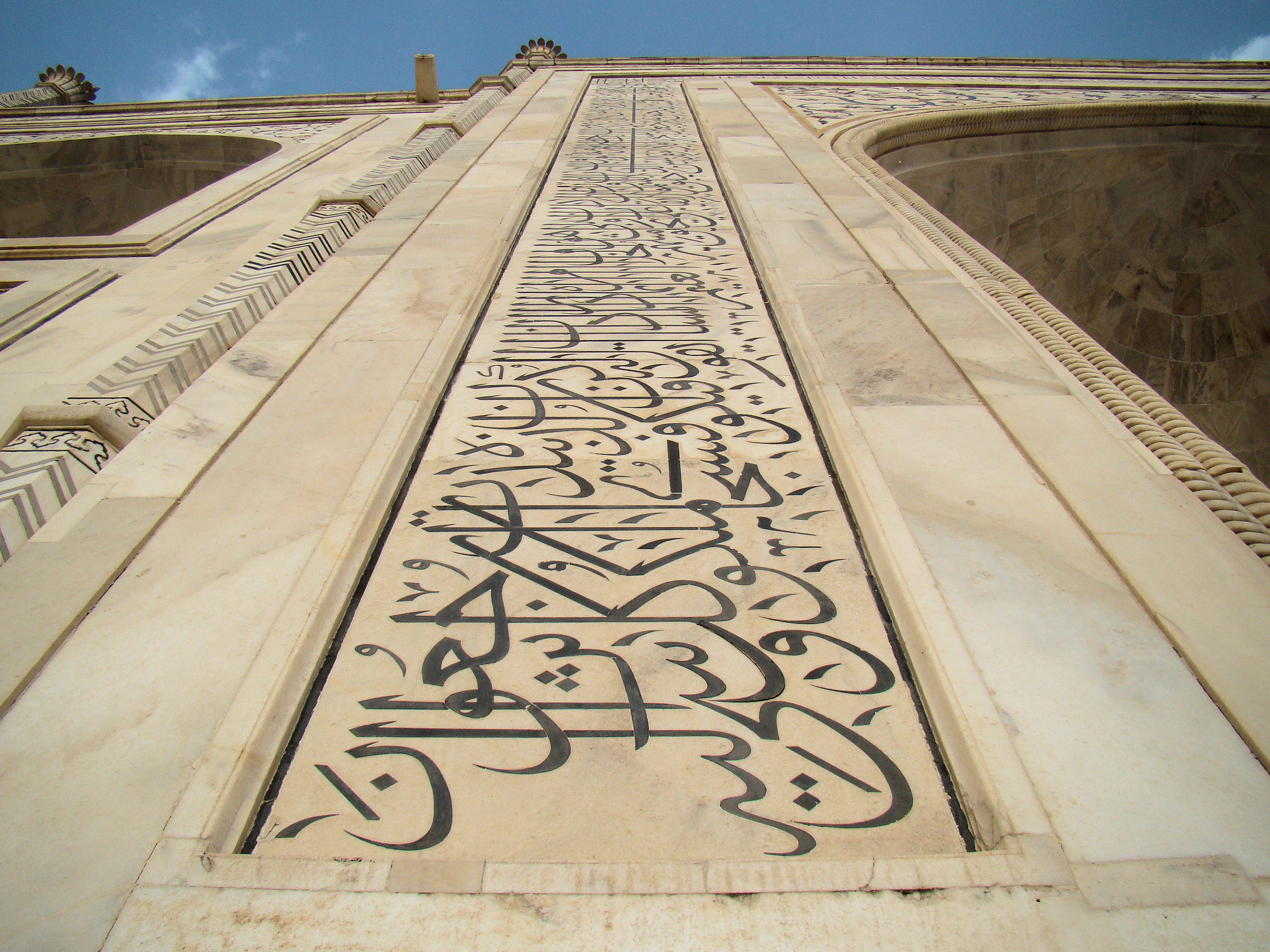
Kalligrafie op de pishtaq

De versieringen aan de buitenkant van de Taj Mahal zijn zeer verfijnd. De decoraties worden vormgegeven met behulp van verf, stucwerk, stenen inlegwerk (pietra dura) en gravures. Vanwege het islamitische verbod op het afbeelden van menselijke gedaantes bestaan deze versieringen vooral uit kalligrafieën uit de Koran, geometrische figuren en bloemmotieven. 
Vele van de afgebeelde kalligrafieën verwijzen naar de dag des oordeels. De soera's uit de Koran omvatten onder andere: Ya Sin, De Groepen, Het Succes, Het Koningschap, De Uitgezondenen, Het Opvouwen, De Splijting, De Uiteenscheuring, De Dageraad, De Zon, De Glorieuze Ochtend, De Expansie, De Vijgenboom, Het Uitsluitende Bewijs en De Toewijding. De teksten waren het werk van de Perzische kalligraaf Abd ul-Haq, die door Shah Jahan werd beloond met de eretitel Amanat Khan. Een groot deel van de kalligrafie is geschreven in bloemrijk Thuluthschrift. De letters werden vormgegeven in jaspis en zwart marmer, ingelegd in witmarmeren panelen. De teksten op hogere gedeeltes werden in een iets groter korps geschreven om ze toch goed leesbaar te laten zijn.
Abstracte vormen zijn overal op het complex te vinden als decoratie, met name op de stenen plint, de minaretten, de toegangspoort, de moskee en het gastenverblijf. De koepels en de gewelven van de zandstenen gebouwen zijn bewerkt met een maaswerk van ingesneden schilderijen waarmee complexe geometrische vormen werden gecreëerd. Met inlegwerk in visgraatvorm wordt de ruimte tussen de verschillende elementen opgevuld. Op het rode zandsteen werd wit inlegwerk gebruikt en zwart of donker inlegwerk op het witte marmer. Het cementwerk van de marmeren gebouwen is geschilderd of gekleurd in contrasterende kleuren, waarmee complexe geometrische patronen worden gevormd. De vloeren en looppaden hebben een vergelijkbaar tegelpatroon. 
Op de lagere delen van de muren van het mausoleum is het witte marmer versierd met realistische bas-reliëfs van bloemen en wijnranken. Het marmer is gepolijst waardoor de gravures en de bas-reliëfs extra tot hun recht komen. Het inlegwerk van jaspis en jade op geel marmer is zo gepolijst dat er nauwelijks sprake is van verschil in reliëf met de rest van de muur. 

Bloemmotieven
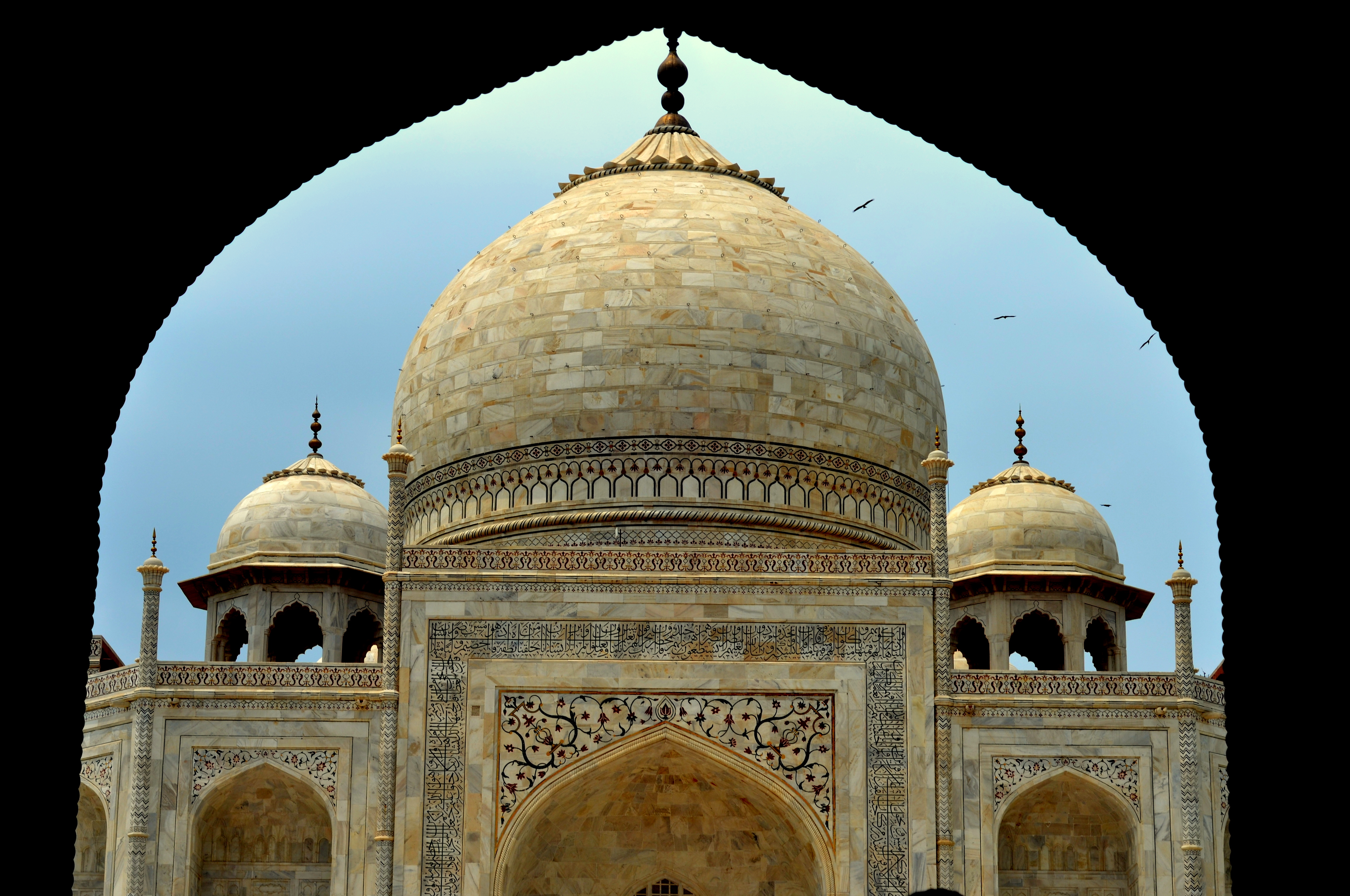
Koepel
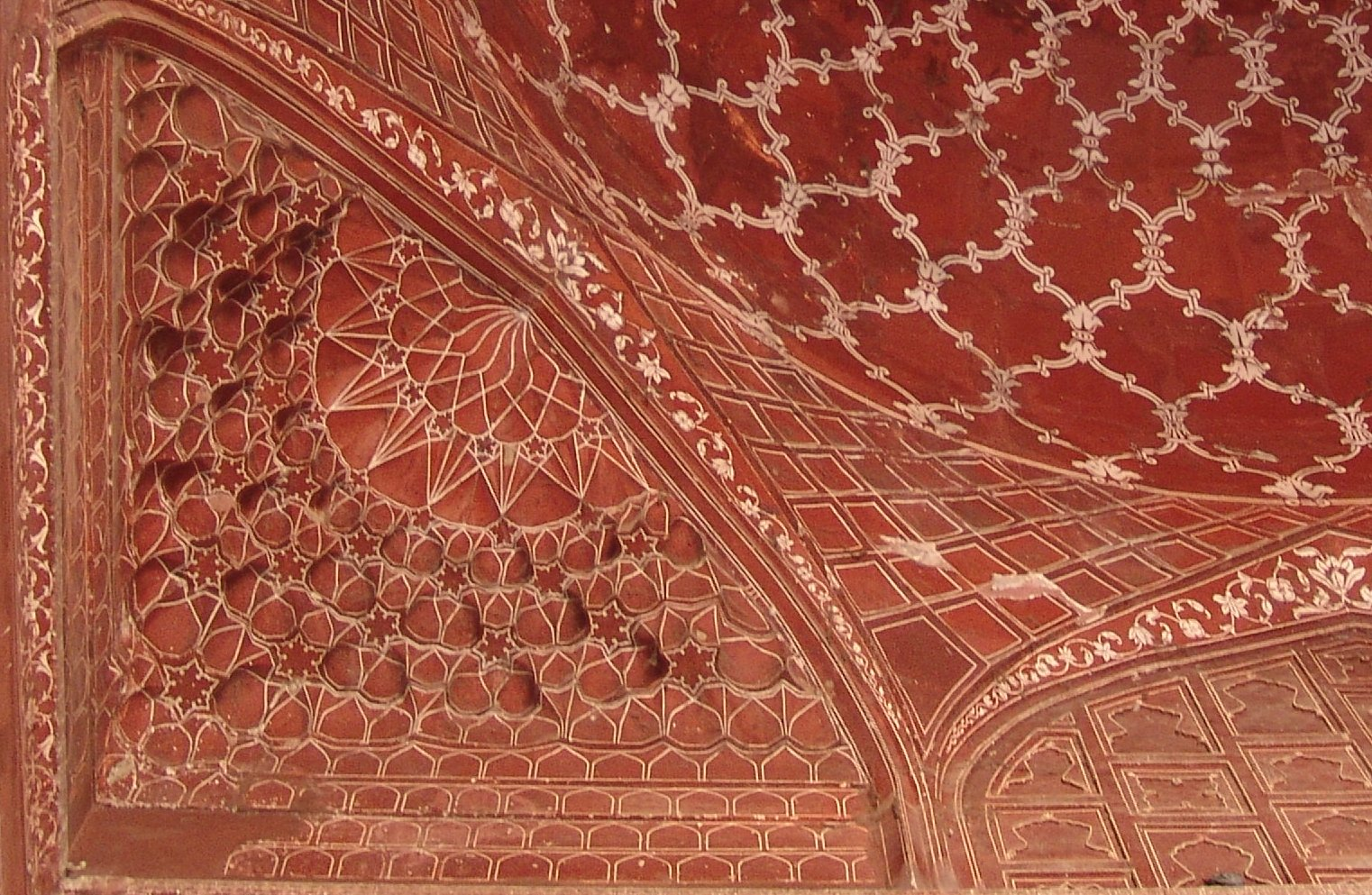
Muqarnas en muurschildering

#### Interieur
In de centrale binnenruimte van het mausoleum staan de cenotafen van Mumtaz Mahal en Shah Jahan; de eigenlijke graven bevinden zich in de kelder van het gebouw. De decoraties zijn hier nog verfijnder dan buiten. De binnenruimte heeft de vorm van een achthoek met acht ingangen, hoewel men in de praktijk alleen de zuidingang aan de tuinzijde gebruikt. 
De binnenmuren zijn ongeveer 25 meter hoog en worden overspand door een 'valse' inwendige koepel met een zonnemotief. Op de begane grond zijn er acht gewelfde pishtaqs en net als buiten zijn daarboven weer andere pishtaqs geplaatst. De vier hoogste bogen in het midden hebben een balkon. Het daglicht valt binnen door de vensters van fijn marmeren rasterwerk (jali) van deze balkons. 
Bas-reliëfs, complex inlegwerk en verfijnd gekalligrafeerde panelen versieren de binnenmuren en spiegelen in miniatuurvorm de decoraties en motieven aan de buitenkant van het mausoleum. De cenotafen van Mumtaz Mahal en Shah Jahan worden afgeschermd door een achthoekig jalischerm met acht zorgvuldig uitgesneden panelen. De niet gerasterde vlakken bevatten delicaat inlegwerk van kostbare stenen. Ook hier zijn de motieven wijnranken, vruchten en bloemen. 
De twee cenotafen zelf zijn sober, conform de voorschriften van de islam. De cenotaaf van Mumtaz Mahal staat in het midden van de ruimte op een rechthoekige marmeren verhoging, die van haar echtgenoot staat aan de westzijde naast de hare. Dit is eigenlijk het enige asymmetrische aspect in de ruimte. Op het graf van Mumtaz Mahal zijn de 99 Schone Namen van God gekalligrafeerd. Een rechthoekige ruit op de cenotaaf stelt een schrijftablet voor, symbool voor de vrouw in de ideeënwereld van de Mogols. Bij Shah Jahan is er een pennendoosje, het symbool voor de man. 

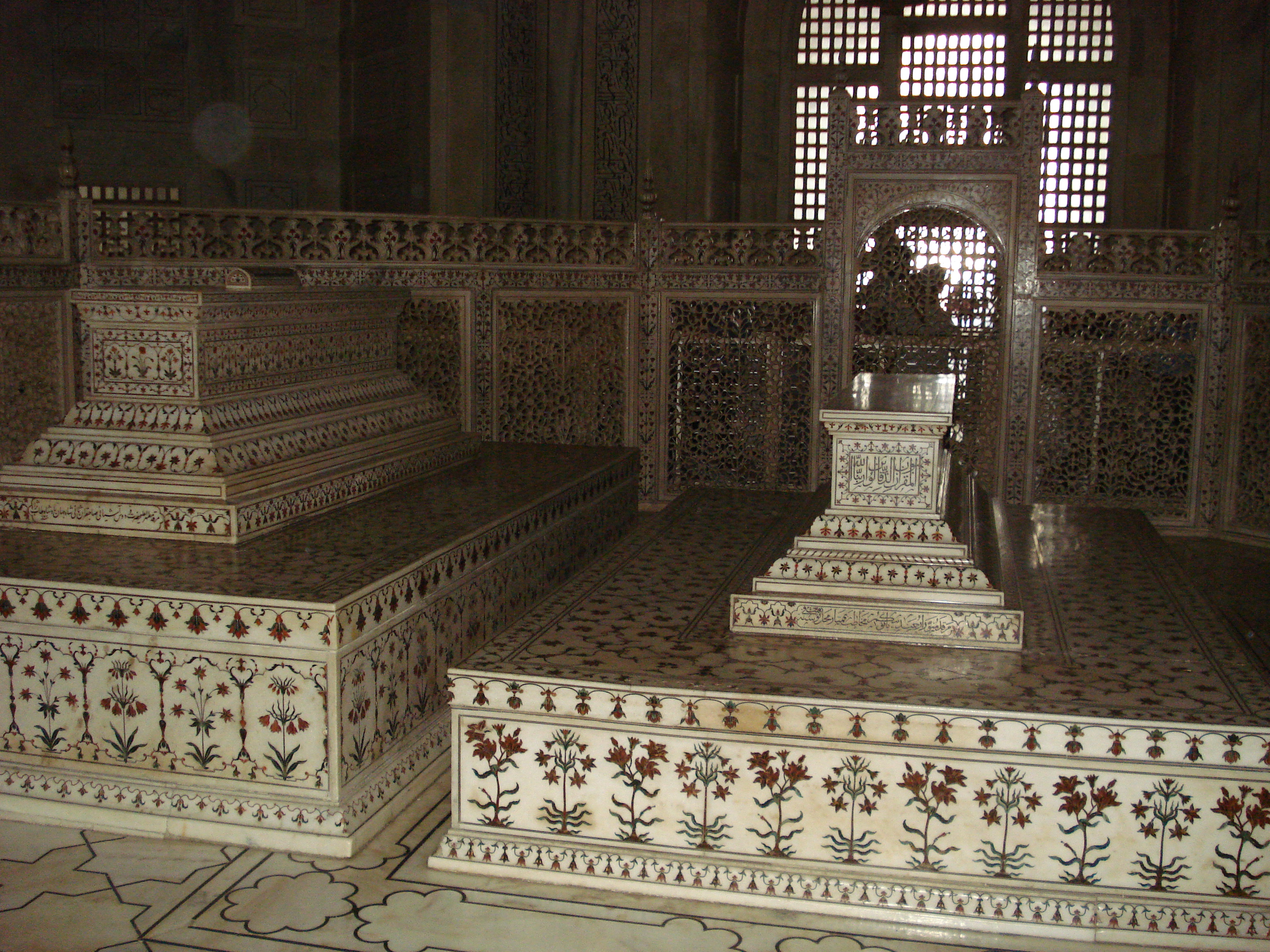
Cenotafen
Plattegrond
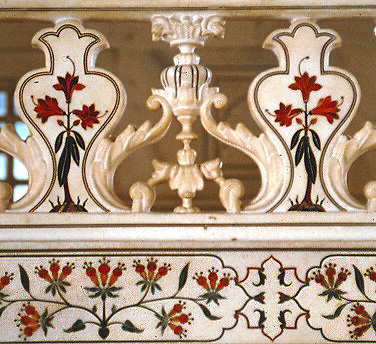
Detail van de jali

### De tuin

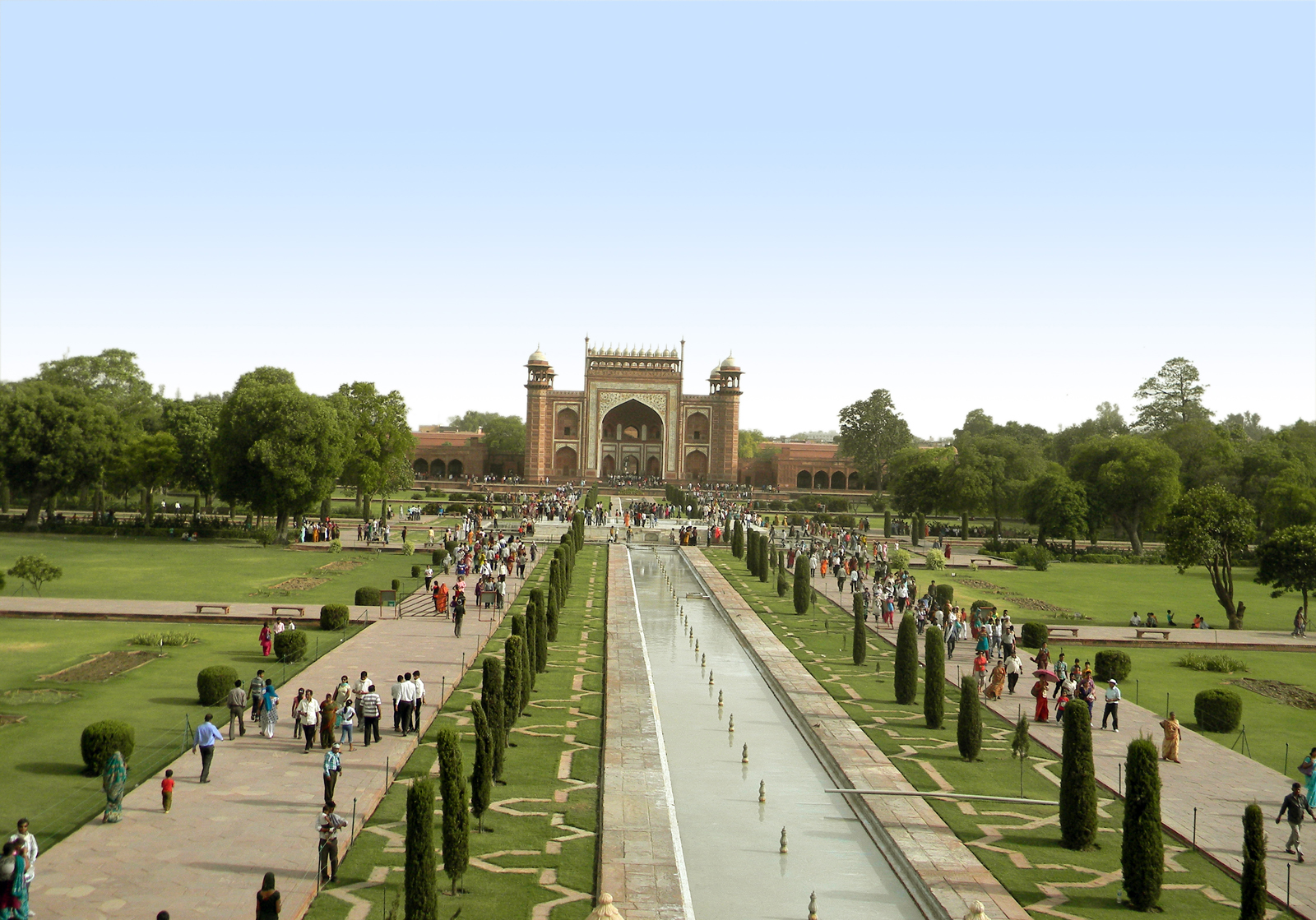
Looppaden naast de waterloop op de noord-zuidas

Het midden van het complex bestaat uit volgens het Perzische chahar bagh-patroon aangelegde tuin. De tuin is 300 vierkante meter groot en wordt door verhoogde looppaden en waterlopen verdeeld in vier gelijke delen die elk bestaan uit vier verzonken bloemperken. In het midden van de tuin staat een marmeren waterbassin, de al Hawd al-Kawthar. De Arabische naam verwijst naar het 'bassin van overvloed' dat aan de profeet Mohammed wordt beloofd in de Koran (Soera De Overvloedigheid). Al-Kawthar is een van de vier rivieren die uit het paradijs ontsprongen. 
Babur, de eerste Mogolheerser, propageerde de aanleg van chahar bagh-tuinen in het Mogolrijk. Dit type tuin heeft een lange geschiedenis die teruggaat tot het antieke Perzische Rijk. In het Oudperzisch betekent paridæza ommuurde tuin. Een chahar bagh-tuin moet het eigenlijke paradijs weerspiegelen. De vier waterlopen van de tuin staan voor de vier rivieren die uit het paradijs vloeien. Een weelderige beplanting met fruitbomen, planten en bloemen symboliseert de overvloed en vruchtbaarheid van het paradijs. In de Mogoltijd was de chahar bagh van de Taj Mahal ook als productieve tuin in gebruik. De opbrengsten kwamen ten goede aan het onderhoud van het mausoleum. 
De meeste chahar baghs uit de Mogoltijd hebben een tombe of paviljoen in het midden. De Taj Mahal wijkt hiervan af doordat het mausoleum aan de rand van de tuin langs de rivier staat. Echter, bij opgravingen aan de overzijde van de Yamuna zijn de resten van een andere chahar bagh-tuin gevonden. Deze Mahtab Bagh ('maanlichttuin') maakte deel uit van het gehele complex. In de oorspronkelijke staat stond het mausoleum daarmee wel degelijk centraal in het tuinlandschap. 

### De bijgebouwen
Het complex is aan drie zijden omgeven door gekanteelde rood zandstenen muren, alleen de rivierzijde is open. Aan de binnenkant van de muren bevinden zich bogengalerijen, een typisch element van hindoeïstische tempels dat door de Mogols werd geadopteerd bij de bouw van moskeeën. Chhatri's en kleine gebouwen, die als uitkijkpunt fungeerden, onderbreken de langgerekte muren. 
De toegangspoort (Darwaza-i rauza) is een monumentaal bouwwerk van rood zandsteen en wit marmer. Qua stijl komt het gebouw overeen met eerdere bouwwerken als Humayuns tombe. De pishtaqs hebben dezelfde vorm als die van het mausoleum en ook de decoraties zijn vergelijkbaar, met kalligrafieën, pietra dura-inlegwerk en bas-reliëfs en dezelfde motieven. Voor de toegangspoort bevindt zich een grote bazaar. 
Het mausoleum wordt aan de rivierzijde geflankeerd door twee rood zandstenen gebouwen, de moskee en het gastenverblijf. De twee gebouwen zijn vrijwel identiek en vormen elkaars spiegelbeeld. De gebouwen bestaan uit een langgerekte hal en hebben drie koepels. Dit ontwerp komt overeen met verschillende andere moskeeën die door Shah Jahan zijn gebouwd. De bekendste daarvan is de Jama Masjid in Delhi. Alleen het westelijk gelegen gebouw kon echter als moskee fungeren, aangezien de islamitische traditie voorschrijft dat een moskee in de richting van Mekka moet zijn georiënteerd (zie kibla). Het oostelijke gelegen gastenverblijf werd slechts toegevoegd om ook hier de symmetrie niet te doorbreken. 

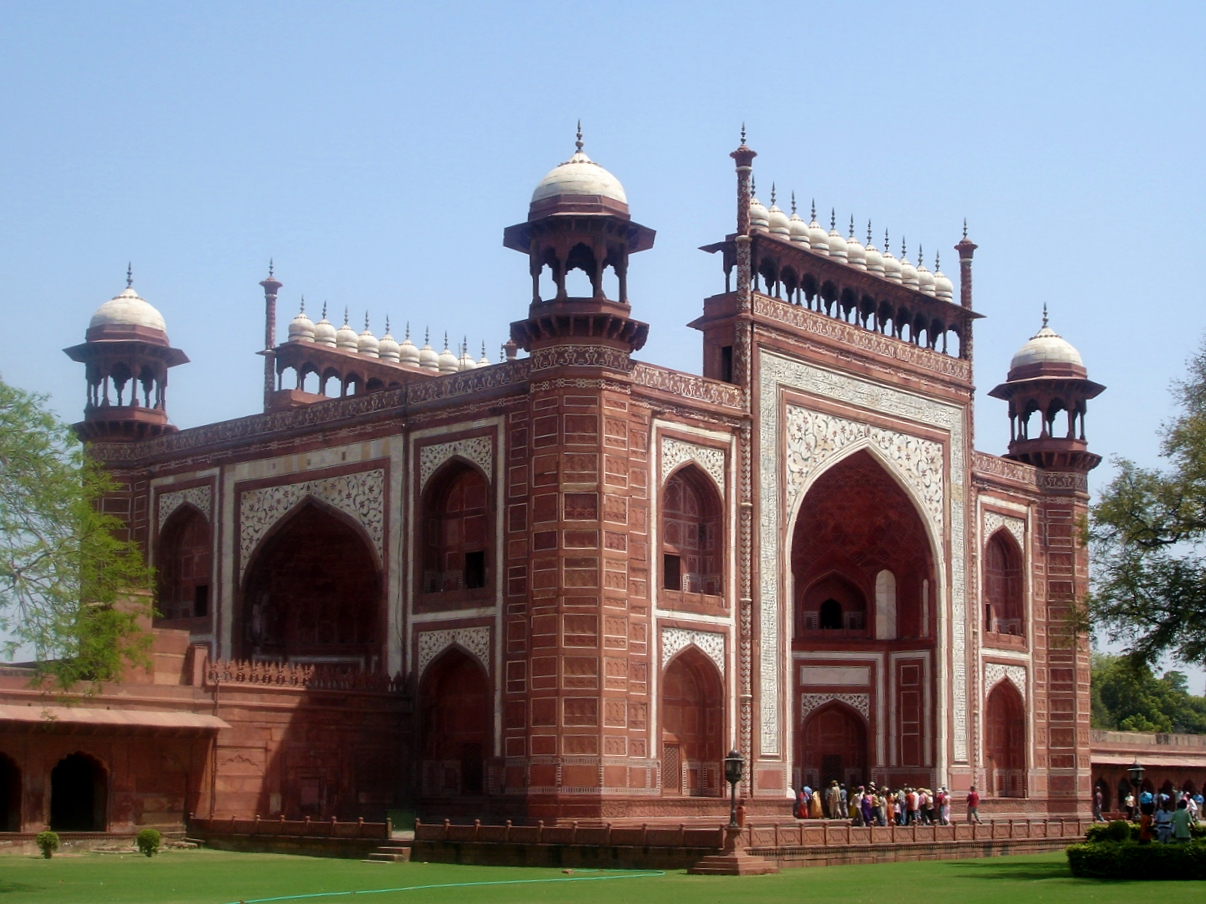
Toegangspoort
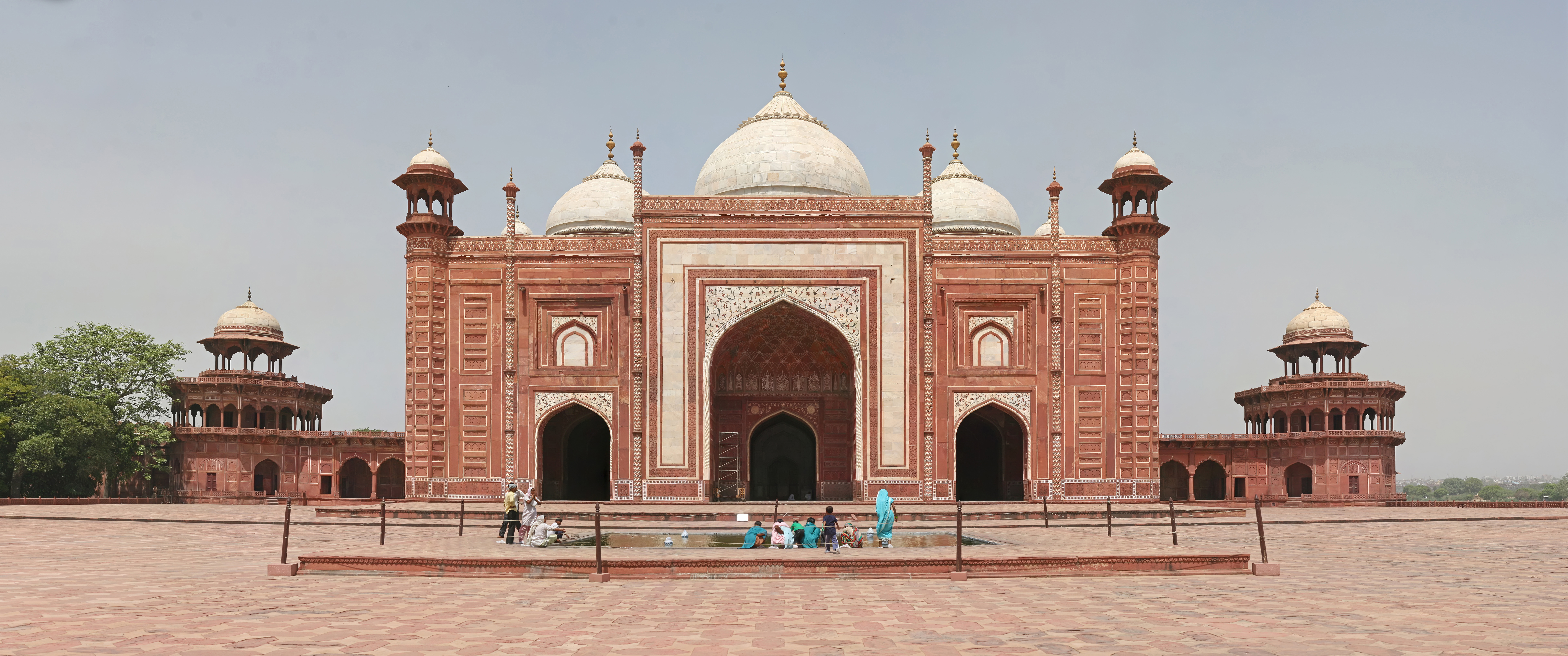
Moskee
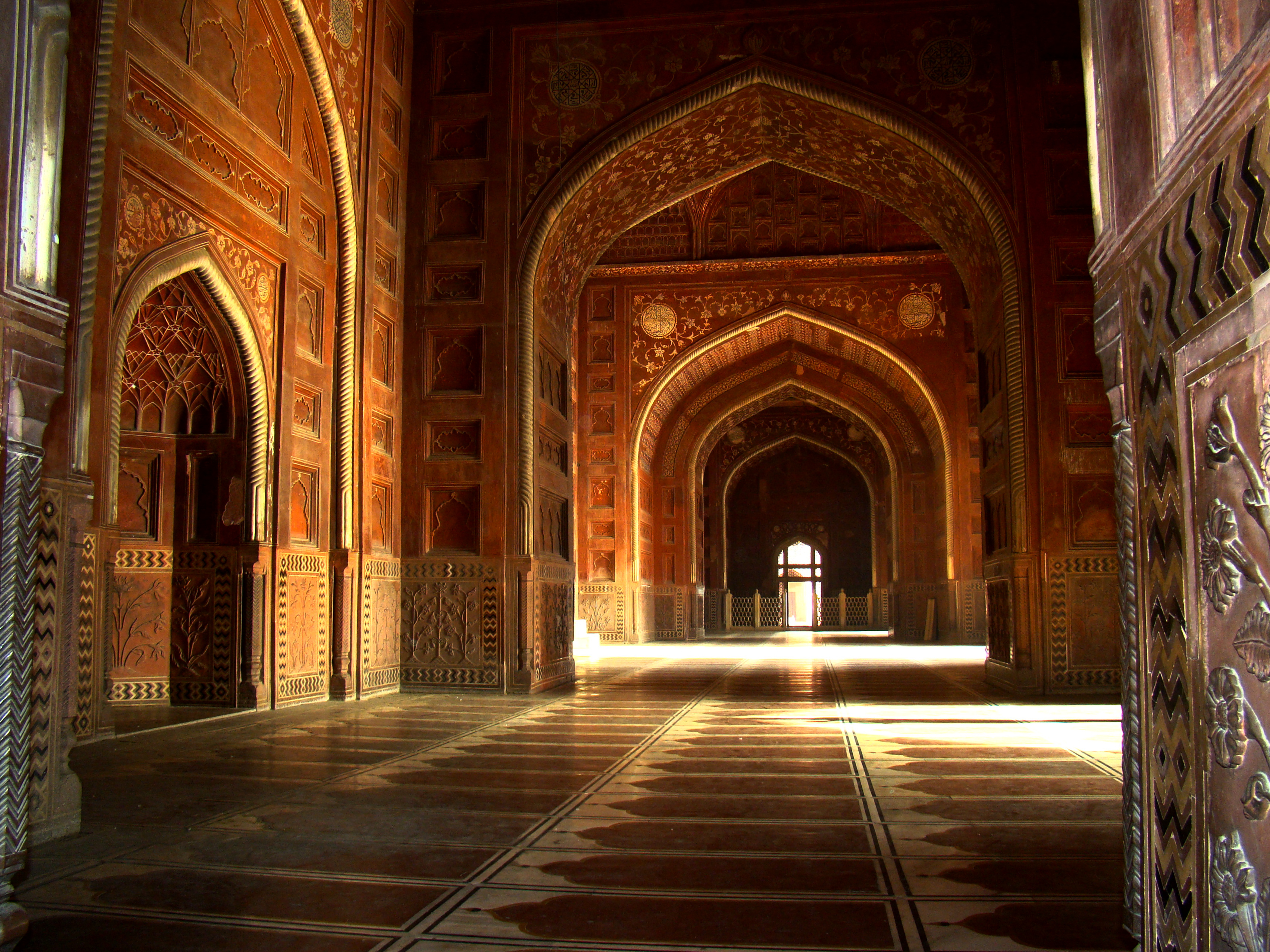
Interieur van de moskee

## Latere geschiedenis
In de achttiende eeuw verloor het Mogolrijk in hoog tempo de controle over het Indische subcontinent. In naam bleef het rijk nog tot in de negentiende eeuw bestaan, maar de macht van de Mogols was beperkt tot Delhi en de omliggende gebieden. Agra werd verschillende malen geplunderd door de Jats van Bharatpur en de Maratha's. Vele van de rijkdommen van de Taj Mahal gingen in deze periode verloren, zoals de gouden kruisbloem van de koepel. In het laatste kwart van de achttiende eeuw kwam de omgeving van Agra onder controle van de Britten die vanuit Bengalen het stroomgebied van de Ganges binnenvielen. 
De groeiende macht van de Britten maakte het land veilig voor Europese bezoekers van het mausolem, zeker toen de Britten in 1803 direct bestuur instelden over Agra. Ondanks de vervallen staat bleef de Taj Mahal een trekpleister. Vroege kunstenaars die het mausoleum schetsten waren James Forbes (1749-1819) en William Hodges (1749-1797). De laatste was schilder op de tweede expeditie rond de wereld van James Cook geweest. De faam van de Taj Mahal verspreidde zich over de wereld door de vele Europese ooggetuigen. 
Tegen het einde van de negentiende eeuw was de Taj Mahal serieus in verval geraakt. Britse troepen hadden het monument bij het neerslaan van Indiase opstand van 1857 zwaar beschadigd. De onderkoning van Brits-Indië, George Curzon (1859-1925), gaf opdracht om voor een uitgebreide restauratie van het complex. Dit was in 1908 afgerond. Bij de restauratie werd de tuin in Engelse stijl heringericht. 
In de tweede helft van de twintigste eeuw groeide de Taj Mahal uit tot een toeristische trekpleister van wereldformaat. In 2007 werd de Taj Mahal bij een wereldwijde stemming verkozen tot een van de New7Wonders of the World.